# Yokohama Flügels
Yokohama Flügels (横浜フリューゲルス Yokohama Furyūgerusu) từng là một câu lạc bộ bóng đá Nhật Bản thi đấu tại J.League trong giai đoạn 1993 và 1998. Năm 1999 câu lạc bộ chính thức hợp nhất với đối thủ cùng thành phố Yokohama Marinos và trở thành Yokohama F. Marinos.

## Lịch sử
Câu lạc bộ ban đầu là đội bóng của All Nippon Airways. Sau một thời gian họ đổi tên thành Yokohama TriStar SC, nhưng sau vụ bê bối hối lộ của Lockheed để đảm bảo rằng ANA vẫn còn gắn với cái tên của câu lạc bộ họ đã thúc đẩy đội lên hạng Japan Soccer League từ giải khu vực Kanto Football League đầu những năm 1980.
Họ đã lên JSL Hạng Hai năm 1984 và ngay lập tức tạo ảnh hưởng, họ lên Hạng Nhất với vị trí á quân. Mặc dù họ xuống hạng ngay trong năm 1985, họ lại trở lại năm 1987 và họ không xuống hạng nữa cho đến tận khi họ được sáp nhập.
Tên của câu lạc bộ, trong quá trình lên chuyên J. League, xuất phát từ một từ tiếng Đức Flügel, nghĩa là cánh hay những đôi cánh ("Flügels" là một từ anh hóa số nhiều, khi trong tiếng Đức chỉ có một dạng cho cả số ít lẫn số nhiều). Câu lạc bộ vẫn còn chút tên của nhà tài trợ cũ. Họ lấy tên là AS Flügels, viết tắt của hai nhà tài trợ, ANA và Sato Labs, hình thành một từ viết tắt trong tiếng Ý và tiếng Pháp là "Hiệp hội Thể thao" (Associazione Sportiva và Association Sportive).
Mặc dù chưa từng giành JSL hay J. League, họ luôn là những đối thủ hàng đầu từ những năm 1980 đến những trận cuối cùng của họ, họ cũng giành một vài danh hiệu trong nước và quốc tế, gồm Cúp Hoàng đế, Cúp các câu lạc bộ đoạt cúp bóng đá quốc gia châu Á và Siêu cúp bóng đá châu Á.
Năm 1998, Sato Labs thông báo rằng họ rút lui tài trợ cho câu lạc bộ. Nhưng, thay vì đơn giản là giải thể đội bóng hay tìm kiếm nhà đầu tư khác, ANA, nhà tài trợ chính khác của câu lạc bộ, gặp Nissan Motors, nhà tài trợ chính của đối thủ cùng thành phố Yokohama Marinos, và hai câu lạc bộ Yokohama sẽ hợp nhất, các cầu thủ Flügels sẽ gia nhập Marinos.
Dù chữ "F" được thêm vào câu lạc bộ mới, "Yokohama F. Marinos" có ý nghĩa đại diện cho hai câu lạc bộ, những người hâm mộ Flügels không chấp nhận việc hợp nhất này. Thay vào đó, hội cổ động viên quyết thành lập một câu lạc bộ kiểu socio như FC Barcelona và thành lập Yokohama F.C., câu lạc bộ chuyên nghiệp Nhật Bản đầu tiên thuộc quyền sở hữu của các cổ động viên.
Ngày 1 tháng, 1999, Flügels thắng trận đấu cuối cùng, trong trận chung kết Cúp Hoàng đế gặp Shimizu S-Pulse, 2-1.
Flügels không phải là câu lạc bộ duy nhất của giải đấu cao nhất Nhật Bản giải thể; năm 1976, Công nghiệp Eidai từ Yamaguchi đã bị giải thể bởi công ty mẹ do chi phí gia tăng của việc duy trì một đội bóng hàng đầu.

## Thành tích tại J. League
| Mùa  | Hạng | Số đội | Vị trí | Trung bình khán giả | J.League Cup | Cúp Hoàng đế | Châu Á | Châu Á  |
| ---- | ---- | ------ | ------ | ------------------- | ------------ | ------------ | ------ | ------- |
| 1992 | -    | -      | -      | -                   | Vòng bảng    | Vòng 2       | -      | -       |
| 1993 | J1   | 10     | 6      | 15,464              | Bán kết      | Vô địch      | -      | -       |
| 1994 | J1   | 12     | 7      | 19,438              | Vòng 2       | Vòng 2       | -      | -       |
| 1995 | J1   | 14     | 13     | 15,802              | -            | Vòng 2       | C2     | Vô địch |
| 1996 | J1   | 16     | 3      | 13,877              | Vòng bảng    | Vòng 4       | -      | -       |
| 1997 | J1   | 17     | 6      | 10,084              | Bán kết      | Chung kết    | -      | -       |
| 1998 | J1   | 18     | 7      | 15,895              | Vòng bảng    | Vô địch      | -      | -       |

## Danh hiệu

### Quốc nội
- Vòng chung kết khu vực (1): 1983
- JSL Hạng 2 (1): 1987-88
- Cúp Hoàng đế (2): 1993, 1998

### Quốc tế
- Cúp các câu lạc bộ đoạt cúp bóng đá quốc gia châu Á (1): 1994-95
- Siêu cúp bóng đá châu Á (1): 1994-95

## Cựu cầu thủ nổi tiếng
| Nhật Bản: - Yasuharu Sorimachi 1988-1993 - Motohiro Yamaguchi 1990-1998 - Masakiyo Maezono 1992-1996 - Naoto Otake 1991-1997 - Yasuhiro Hato 1995-1998 - Seigo Narazaki 1995-1998 - Atsuhiro Miura 1995-1998 - Hideyuki Ujiie 1997-1998 - Yasuhito Endō 1998 - Kazuki Teshima 1998 - Shigeki Tsujimoto 1998 Argentina: - Fernando Moner 1993-1994 | Brazil: - Edu Marangon 1993-1994 - Evair Aparecido Paulino 1995-1996 - Zinho 1995-1997 - Sampaio 1995-1998 El Salvador: - Jaime Rodríguez 1992-1993 Paraguay: - Raúl Vicente Amarilla 1993-1994 Bồ Đào Nha: - Paulo Futre 1998 Nga: - Igor Lediakhov 1998 |